# Carpathonesticus menozzii
Carpathonesticus menozzii là một loài nhện trong họ Nesticidae.
Loài này thuộc chi Carpathonesticus. Carpathonesticus menozzii được Lodovico di Caporiacco miêu tả năm 1934.